# Rio Jauru (vattendrag i Brasilien, Mato Grosso do Sul)
Rio Jauru är ett vattendrag i Brasilien.   Det ligger i delstaten Mato Grosso do Sul, i den centrala delen av landet, 800 km väster om huvudstaden Brasília.
Omgivningarna runt Rio Jauru är huvudsakligen savann. Trakten runt Rio Jauru är nära nog obefolkad, med mindre än två invånare per kvadratkilometer.